# Seznam biskupů a arcibiskupů v Saint-Pierre a Fort-de-France
Seznam biskupů a arcibiskupů v Saint-Pierre a Fort-de-France zahrnuje představitele arcidiecéze Saint-Pierre a Fort-de-France.

## Biskupové v Saint-Pierre (1850-1902)
- Etienne Jean François Le Herpeur (1850–1858)
- Louis-Martin Porchez (1858–1860)
- Amand-Joseph Fava (1871–1875)
- Julien-François-Pierre Carmené (1875–1897)
- Étienne-Joseph-Frédéric Tanoux (1898–1899)

## Biskupové v Fort-de-France a Saint-Pierre (1902-1967)
- Maurice-Charles-Alfred de Cormont (1899–1911)
- Joseph Félix François Malleret CSSp (1912–1914)
- Paul-Louis-Joseph Lequien (1915–1941)
- Henri-Marie-François Varin de la Brunelière CSSp (1941–1972) - od roku 1967 arcibiskup

## Arcibiskupové v Saint-Pierre a Fort-de-France (od 1967)
- Henri-Marie-François Varin de la Brunelière CSSp (1941–1972)
- Maurice Marie-Sainte (1972–2004)
- Michel Méranville (2003–2015)
- David Macaire OP (od 2015)